# Iglesia Mayor de la Encarnación (Loja)
La Iglesia Mayor de Santa María de la Encarnación, o Iglesia Mayor de la Encarnación, es el principal monumento religioso de la ciudad española de Loja, Granada, siendo además la sede del arciprestazgo de Loja y tiene rango de Colegiata.

## Historia
La Iglesia Mayor de la Encarnación, situada en el centro de la ciudad, es iglesia mayor o matriz. Se llama así puesto que todas las iglesias mayores o matrices del Arzobispado de Granada fueron tituladas por los Reyes Católicos bajo la advocación de Santa María de la Encarnación como muestra de la victoria de la fe cristiana sobre la musulmana.
Se inician sus obras en el año 1491 sobre el solar de la antigua mezquita aljama o mayor de la ciudad a iniciativa del obispo de Málaga Pedro de Toledo y se terminan en el siglo XVIII, según la traza de Ventura Rodríguez y bajo la dirección de su discípulo Domingo Lois de Monteagudo. Se levantó con la intención ideológica de supremacía frente a la antigua mezquita mayor de la ciudad (Al-Jama) que ocupaba dicho lugar. 
Dos partes diferenciadas y unidas conforman este conjunto arquitectónico declarado Monumento Nacional. La parte más antigua, restaurada recientemente, responde a un estilo gótico-mudéjar, terminándose sus obras en 1508. El interior está formado por una nave que va desde el Sagrario hasta la unión con las bóvedas de crucería.
La parte más moderna se inicia en 1620, tras varios litigios entre el Concejo de Castilla, el Arzobispado y el Cabildo de Loja, culminando la construcción de esta monumental Iglesia una cabecera que se une con la planta basilical, donde un crucero cuadrado cubierto con bóveda al que se le abren tres grandes exedras, semicirculares las dos laterales y con bóvedas de cuarto de esfera.
Completa el conjunto la gran torre octogonal, cuyo campanario se remata con una cornisa cuadrada. En los lados mayores se concluye con un frontón triangular, todo rematado por una cúpula y linterna, todo con una planta de cruz latina.
La fachada tiene una portada clásica, que se remata con un altorrelieve que representa la Anunciación.

## Elementos
Entre los valores artísticos de esta antigua colegiata sobresalen el retablo renacentista de Miguel Sánchez y Pedro Machuca (1535), una gran custodia de plata de Francisco Tellez (1581), un portaviático de plata y oro del siglo XVIII, además de ciriales y una cruz procesional de plata cedida por la reina Isabel I de Castilla a la ciudad de Loja. Entre sus muros se conserva una lápida cuadrangular de un arca paleocristiana de mármol de Génova con una inscripción latina. 
También alberga una pila bautismal del siglo XVI, un gran número de cuadros que abarcan desde el siglo XVI al XVIII y otras curiosidades que se hallan a lo largo de sus capillas. La visita al campanario es muy especial y sólo se ha considerado en determinadas ocasiones. Fue declarada Monumento Histórico Nacional el 3 de agosto de 1979.